# Nina Iwanowna Sawuschkina
Nina Iwanowna Sawuschkina (russisch Нина Ивановна Савушкина; * 1929; † 1993 in Moskau) war eine sowjetisch-russische Folkloristin, Ethnographin und Hochschullehrerin.

## Leben
Sawuschkina studierte an der Lomonossow-Universität Moskau (MGU) in der Philologischen Fakultät. Nach der Aspirantur bei Erna Wassiljewna Pomeranzewa verteidigte Sawuschkina 1956 mit Erfolg ihre Dissertation über die ideologisch-künstlerischen Charakteristika des Alltagsmärchens und seine gesellschaftliche und erzieherische Rolle in der Gegenwart für die Promotion zur Kandidatin der philologischen Wissenschaften.
Ab 1963 arbeitete Sawuschkina am Lehrstuhl für russische Folklore der Philologischen Fakultät der MGU. Sie organisierte und leitete mehr als 50 folkloristische Expeditionen in Rajons des russischen Nordens, der Wolgaregion und der Oblast Kirow. 1984 verteidigte sie mit Erfolg ihre Doktor-Dissertation über das russische Volksdrama des 19. Jahrhunderts bis Anfang des 20. Jahrhunderts als Phänomen der Folklorekunst für die Promotion zur Doktorin der philologischen Wissenschaften.
Von 1994 bis 2005 fanden in der Philologischen Fakultät der MGU sechs allrussische Konferenzen über Folklore und Gegenwart mit Sawuschkina-Lesungen statt, deren Tagungsbände 1995, 2002 und 2007 veröffentlicht wurden.